# 陳光啓
陳光啓（越南语：／；1241年—1294年）越南陳朝宗室、將領。他在越南擊退元朝入侵的戰爭中起重要作用。
陳光啓是陳太宗第三子，為順天皇后李氏所生，封昭明王（越南语：／）。陳太宗讓翰林院學士黎文休擔任他的老師。1261年，剛剛年滿20歲的他被已經退居太上皇之位的陳太宗任命為太尉。在陳守度、陳日晈這兩位重臣相繼逝世之後，陳光啓受到陳太宗的重用，於1271年被任命為相國太尉之職。
陳太宗逝世後，陳光啓依然受到陳聖宗的重用。1282年，元朝入侵越南，陳光啓受封上相太師，與仁惠王陳慶餘一起破敵。陳光啓駐守乂安，後率軍進兵昇龍、章陽等地，擊退元軍。戰爭勝利之後，他在回昇龍的途中作詩《從駕還京》一首，以示慶祝。
今日越南不少街道以他的名字命名。

## 歷史
1279年，蒙古在崖山海戰中戰勝了宋朝，這標誌著宋朝的結束。忽必烈汗開始嘗試征服南方國家。1285年農曆第五月的第十天（6月14日），進行了決定性的戰鬥，蒙古在越南的海軍幾乎全被摧毀。